# 石井桂
石井 桂（いしい けい、1898年8月21日 - 1983年12月3日）は、日本の政治家。自由民主党所属の衆議院議員（1期）、参議院議員（2期）。建築家。工学博士。

## 経歴
埼玉県出身。1923年東京帝国大学工学部建築学科卒。警視庁に入り、建築課長となり、戦災復興院東京建築出張所長、東京都建築局長などを経て、1953年の第3回参議院議員通常選挙において東京地方区から自由党公認で立候補して当選。その後、自由民主党に移り、6年後の1959年の第5回参議院議員通常選挙で落選。その3年後の第6回参議院議員通常選挙で再選。6年後の1968年の第8回参議院議員通常選挙で落選した。この間に第2次岸内閣科学技術政務次官、参議院法務委員長などを歴任した他、自由民主党本部が入居する自由民主会館の設計を務めた(1966年竣工）。
1968年11月の秋の叙勲で勲五等から勲二等に叙され、瑞宝章を受章する。
翌1969年の第32回衆議院議員総選挙において東京8区から自民党公認で立候補して当選した。次の1972年の第33回衆議院議員総選挙で落選し、政界から引退した。
この他日本大学、東京都立大学、早稲田大学各講師、中央工学校名誉校長、日本建築学会、日本建築士連合会などの各会長も務めた。
1983年12月3日、死去した。85歳没。同月6日、特旨を以て位二級を追陞され、死没日付をもって正五位から正四位に叙され、銀杯一組を賜った。

## 栄典
- 1968年 - 勲二等瑞宝章[1]（勲五等からの昇叙）。
- 1983年 - 正四位、銀杯一組。